# أبو رأسين
أبو رأسين بلدة سورية وهي المركز الإداري لناحية أبو راسين في منطقة رأس العين بمحافظة الحسكة. تقع إلى الشرق من مدينة رأس العين بحوالي 25 كيلومترًا، وغرب وادي الزركان، أحد روافد نهر الخابور. يجاور البلدة تل تنسب إليه، اعمارها يعود إلى أوائل القرن العشرين.يعمل سكان البلدة في الزراعة، حيث يزرعون المحاصيل الحقلية، والخضروات، والأشجار المثمرة، بالإضافة إلى تربية الماشية. كما تُعد البلدة سوقًا محليًا يخدم القرى التابعة لناحية أبو راسين. يبلغ ارتفاع البلدة عن سطح البحر نحو 360 مترًا.